# جون ستيفنز هنسلو
جون ستيفنز هنسلو (بالإنجليزية: John Stevens Henslow)‏ هو عالم نبات وجيولوجي بريطاني، من مواليد 6 فبراير سنة 1795 بمدينة روتشستر.

## السيرة الذاتية
جون ستيفنز هنسلو هو ابن رجل القانون السيد جون برنتيس هنسلو . إزداد هنلسو في 6 فبراير 1795، ودرس في كلية سانت جونز في كامبريدج، حيث تحصل سنة 1818 على رتبة التميز في الرياضيات، وهي رتبة تمنح لصاحب المرتبة الأولى في السنة الثالثة بجامعة كامبريدج.
في سنة 1819 سافر هنسلو برفقة أستاذه آدم سيدجويك إلى جزيرة وايت، حيث تلقى أولى دروسه عن الجيولوجيا.
درس هينسلو أيضا الكيمياء مع جيمس كومينج خلال الفترة الممتدة بين 1777 و1861، و علم المعادن مع إدوارد دانيال كلارك مابين 1769 و1822.
قام هيلسو مطلع خريف عام 1819 بتدوين أولى الملاحظات الجيولوجية عن جزيرة مان. مباشرة بعد ذلك بدأ في سنة 1821 دراساته الجيولوجية لأجزاء من جزيرة أنغلزي.
حصل هنسلو في سنة 1821 على درجة الماجستير في الآداب.
تزوج هنسلو في سنة 1823 هارييت جينينز (1857-1797)، ابنة رجل الدين جورج ليونارد جينينز (1848-1763) الذي هو شقيق علم الطبيعة ليونارد جينينز (1893-1800). إزداد له في وقت لاحق ولدان وثلاث بنات؛ واحدة من هن تزوجت عالم النباتات البريطاني المعروف السير جوزيف دالتون هوكر (1911-1817).
في سنة 1827 عين هنسلو كأستاذ لعلم النبات، حيث تقلد هذا المنصب إلى غاية سنة 1861.
تشارلز داروين (1882-1809)، كان واحد من طلابه المفضلين ، فكان لهنسلو الفضل في اللقاء الذي جمع داروين بالكابتن روبرت فيتزروي، قائد سفينة بيغل، حيث أنه كان هو من أوصى بداروين كطبيعي خلال الرحلة الإستكشافية العلمية "بيغل".
بالإضافة إلى داروين، كان من بين طلابه الشهيرين الآخرين كل من مايلز جوزيف بيركلي وتشارلز كاردال بابينجتون ،  وليونارد جينينز  وريتشارد توماس لوي وأيضا وليام هالويس ميلر.
أسس هنسلو في سنة 1831، حديقة جامعة كامبريدج النباتية.
توفي جون ستيفنز هنسلو في 16 مايو 1861 في هيتشام بمقاطعة سوفولك، المملكة المتحدة. 

## مؤلفات
- فهرس النباتات البريطانية (1829) (أعيد إصداره في سنة 1835).
- مبادئ علم الوصف وفيزيولوجيا علم النبات (1935) [5]
- قاموس المصطلحات النباتية (1857).

## روابط خارجية
- جون ستيفنز هنسلو على موقع الموسوعة البريطانية (الإنجليزية)